# John McNally (Boxer)

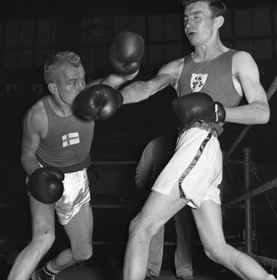
Pentti Hämäläinen (links) gegen McNally (1952)

John McNally (* 3. November 1932 in Belfast; † 4. April 2022 ebenda) war ein irischer Boxer. Er gewann bei den Olympischen Sommerspielen 1952 in Helsinki eine Silbermedaille im Bantamgewicht. McNallys Silbermedaille ist zudem die erste Medaille, die Irland je bei Olympischen Spielen für sich gewinnen konnte.

## Werdegang

### Amateurlaufbahn
John McNally begann als Jugendlicher im Stadtteil Pund Loney in West-Belfast im Immaculata-Club mit dem Boxen. Sein Trainer war damals Sammy Wallace. Er wurde u. a. Jugendmeister von Irland und von Ulster (Nord-Irland) im Halbfliegengewicht. 1951 wurde er auch Juniorenmeister von Irland und von Ulster im Fliegengewicht.
Im April 1952 vertrat er in Dublin Irland in einem Länderkampf gegen die Vereinigten Staaten. Er siegte dabei im Bantamgewicht über Jack Corvino nach Punkten. 1952 wurde er auch irischer Meister im Bantamgewicht und qualifizierte sich mit diesem Erfolg für die Teilnahme am olympischen Boxturnier 1952 in Helsinki. Er trat dort ohne große internationale Erfahrungen an, besiegte aber Alejandro Ortuoste, Philippinen, Vincenzo Dall’Osso, Italien und Kann Joon-ho aus Südkorea jeweils sicher nach Punkten. Damit stand er im Finale, in dem er auf den finnischen Lokalmatador Pentti Hämäläinen traf. Nach drei fast ausgeglichenen Runden erhielt der Finne den Punktsieg zugesprochen, der aber mit 2:1 Richterstimmen nicht einstimmig war. Die Silbermedaille, die John McNally damit gewann, war die erste Medaille, die ein irischer Boxer bei Olympischen Spielen gewann.
Im Mai 1953 war John McNally auch bei der Europameisterschaft der Amateure in Warschau am Start. Wieder im Bantamgewicht boxend, besiegte er dort Antoine Martin, Frankreich und John Smillie, Schottland, nach Punkten. Im Halbfinale traf er auf den mehrfachen sowjetischen Meister Boris Stepanow, der als harter Puncher bekannt war. Er verlor diesen Kampf durch K. o. in der 2. Runde und gewann damit eine Bronzemedaille.
Im Juni 1953 stand John McNally in einer Europaauswahl, die in Chicago und St. Louis zu zwei Vergleichskämpfen gegen die Vereinigten Staaten antrat. Beide Kämpfe gewann er über Junior Trujillo und Andy Gasparovic nach Punkten.
Danach beendete er seine kurze, aber sehr erfolgreiche Amateurlaufbahn und trat zu den Berufsboxern über.

### Profilaufbahn
John McNally bestritt seinen ersten Profikampf am 7. April 1954 in Glasgow und kam dabei im Federgewicht zu einem Technischen K.-o.-Sieg in der 2. Runde über Johnny Kenny aus Schottland.
Im Laufe seiner Profikarriere, während der er ausschließlich auf der britischen Insel oder in Irland kämpfte, bestritt er auch zwei Meisterschaftskämpfe um den Titel von Nord-Irland. Den ersten Kampf am 26. März 1955 in Belfast, wo er im Federgewicht gegen Joe Quinn über 12 Runden nach Punkten verlor und am 23. November 1957, wo er wieder in Belfast im Leichtgewicht gegen Peter Sharp durch K. o. in der 8. Runde verlor.
Den letzten Kampf seiner Profikarriere bestritt er am 6. März 1961 in Middlesbrough. Dabei kam er zu einem Technischen K.-o.-Sieg in der 3. Runde über Johnny Nolan aus England.
Insgesamt bestritt John McNally 25 Profikämpfe, von denen er 14 gewann (7 K.-o.-Siege) und 9 verlor (6 durch K. o.). Zweimal boxte er unentschieden.

## Ehrungen
Nach seinem Rücktritt als Profiboxer 1961 wurde es um John McNally sehr still und er war mehr oder weniger in Vergessenheit geraten. Erst als er seine Lebenserinnerungen veröffentlichte, erinnerte man sich in Irland wieder an die großen Verdienste John McNallys um das irische Boxen. Er wurde daraufhin am 25. Oktober 2007 durch den Sport Council of Northern Ireland wegen seiner Verdienste um den irischen Sport auf einer Gala in Belfast geehrt.
Am 4. Januar 2008 erfolgte auch die Aufnahme in die Irish Boxing Hall of Fame in Dublin.
Erläuterungen
- Fliegengewicht, Gewichtsklasse bis 51 kg, Bantamgewicht, bis 54 kg Körpergewicht (bei den Amateuren)
- K.O. = "Knock Out"